# Anisozyga moniliata
Anisozyga moniliata är en fjärilsart som beskrevs av W. Warren 1897. Anisozyga moniliata ingår i släktet Anisozyga och familjen mätare. Inga underarter finns listade i Catalogue of Life.